# Wilhelm Włoch
Wilhelm Włoch znany też jako Wilelm Włoch – polski malarz epoki baroku, pochodzenia włoskiego, czynny w Małopolsce na początku XVIII wieku.

## Dzieła Wilhelma Włocha (zachowane)
- freski kościoła klasztornego ss. norbertanek pw. śś. Piotra i Pawła w Imbramowicach i kilka obrazów ołtarzowych tamże (w okresie 1723–1725; po śmierci malarza, niedokończone freski i obrazy ukończyła jego córka,
- freski ilustrujące ustanowienie siedmiu sakramentów wykonane w zakrystii kościoła Mariackiego w Krakowie z 1727 malowane w technice mokrego fresku.